# Ahmed Ahmed
Ahmed Ahmed (أحمد أحمد, ur. 27 czerwca 1970 w Heluan, Egipt) – amerykański aktor i komik pochodzenia egipskiego. Mając 19 lat przeniósł się do Hollywood, aby rozpocząć karierę.

## Filmografia

### Filmy
- 1995: Zabójcza perfekcja (Virtuosity) jako kamerzysta
- 1996: Swingers (Swingersi) jako imprezowy tajemniczy facet
- 1996: Krytyczna decyzja (Executive Decision) jako terrorysta
- 1997: Stalowe rekiny (Steel Sharks) jako porucznik Noussavi
- 2005: All In jako Amir
- 2005: Humor Orientu (Looking for Comedy in the Muslim World) jako eskorta
- 2008: Iron Man jako Ahmed
- 2008: Wiadomości bez cenzury (The Onion Movie) jako Ahmed
- 2008: Nie zadzieraj z fryzjerem (You Don’t Mess with the Zohan) jako Waleed
- 2008: Immigrants (L.A. Dolce Vita) jako Nazam (głos)
- 2009: Miasto życia (City of Life) jako Nasser

### Seriale
- 1996: Roseanne jako Hakeem
- 2001: Przyjaciółki (Girlfriends) jako Fred
- 2005: JAG: Wojskowe Biuro Śledcze (JAG) jako Jalal Sharif
- 2012-2014: Sullivan i Syn (Sullivan & Son) jako Ahmed Nassar